# 鶴里村
鶴里村（つるさとむら）は、岐阜県土岐郡にあった村である。1955年2月1日に笠原町を除く土岐郡の8町村が合併し土岐市となる。現在の土岐市鶴里町地区。

## 地理
- 山：三国山
- 河川：肥田川

## 歴史

### 沿革
- 明治22年（1889年）7月1日 - 町村制施行に伴い柿野村と細野村が合併し鶴里村が成立。
- 昭和30年（1955年）2月1日 - 泉町・駄知町・下石町・妻木町・土岐津町・肥田村・曽木村と合併し土岐市となる。

土岐市への合併の経緯は、土岐市の合併の経過を参照

## 教育

### 中学校
- 曽木・鶴里組合立濃南中学校

### 小学校
- 村立鶴里小学校

## 公共交通
- 国鉄バス 中馬線

## 名所・旧跡
- 柿野温泉

## 神社
- 白鳥神社 (土岐市鶴里町柿野)
- 白鳥神社 (土岐市鶴里町細野)

## 寺院
- 正福寺
- 荘厳寺